# Plectranthias cirrhitoides
Plectranthias cirrhitoides är en fiskart som beskrevs av Randall, 1980. Plectranthias cirrhitoides ingår i släktet Plectranthias och familjen havsabborrfiskar. Inga underarter finns listade i Catalogue of Life.